# Escarânico
Escarânico (em grego: Σκαράνικον; romaniz.: skaránikon) era um elemento do indumentário bizantino. O termo aparece pela primeira vez como adjetivo num poeta do século XII de Ptocopródromo descrevendo um capacete chamado epanocamelaucis (epanokamelauchis). Foi frequentemente mencionado no livro Sobre as Cerimônias do século XIV de pseudo-Codino, porém sua natureza é incerta. Segundo J. Ebersolt, duas possibilidades foram sugeridas: um tipo de túnica similar ou substituta do anterior escaramângio ou um chapéu, talvez o tocado alto e quadrado utilizado pelos oficiais do período Paleólogo como o déspota Teodoro I Paleólogo em Mistra ou Aleixo Apocauco.
A origem do escarânico é incerta e várias foram as hipóteses sugeridas: pseudo-Codino alega uma origem "assíria" e Ptocopródromo coloca-o no contexto eslavo. Caratzas, por outro lado, considera-o uma vestimenta germânica que penetrou o Império Bizantino durante o reinado do imperador Manuel I Comneno (r. 1043–1080). Pseudo-Codino, ao descrever as vestimentas de várias dignidades, classificou-o entre o capacete chamado esciádio e o cafetã chamado cabádio ou depois de ambos. É descrito como vermelho e dourado (crisocócino), embora também existisse em damasco, limão ou ouro branco quando utilizado por cortesões de baixo nível. Era bordado e portava figuras do imperador de pé ou sentado no trono.